# Урдумошур
Урдумошур — деревня в Дебёсском районе Удмуртской Республики Российской Федерации.
Входит в состав Тыловайского сельского поселения.

## География
Находится в 25 км от села Дебёсы.
Деревня расположена на берегу реки Ита. Около деревни находится «Урдумошурский родник», который относится к особо охраняемым природным объектам.

## Население
| 2010 | 2012 |
| ---- | ---- |
| 98   | ↘96  |

В основном население составляют люди среднего и пожилого возраста.